# Ussisonad
Ussisonad jest drugim singlem estońskiej grupy folk metalowej Metsatöll, wydanym w 2004 roku. Jest to również drugi singiel do, wydanego w tym samym roku, albumu Hiiekoda. Na singlu znajduje się jeden, tytułowy utwór o długości 4:10. Został nagrany w Matrix Audio Studios przez Elmu Värk.